# Surra

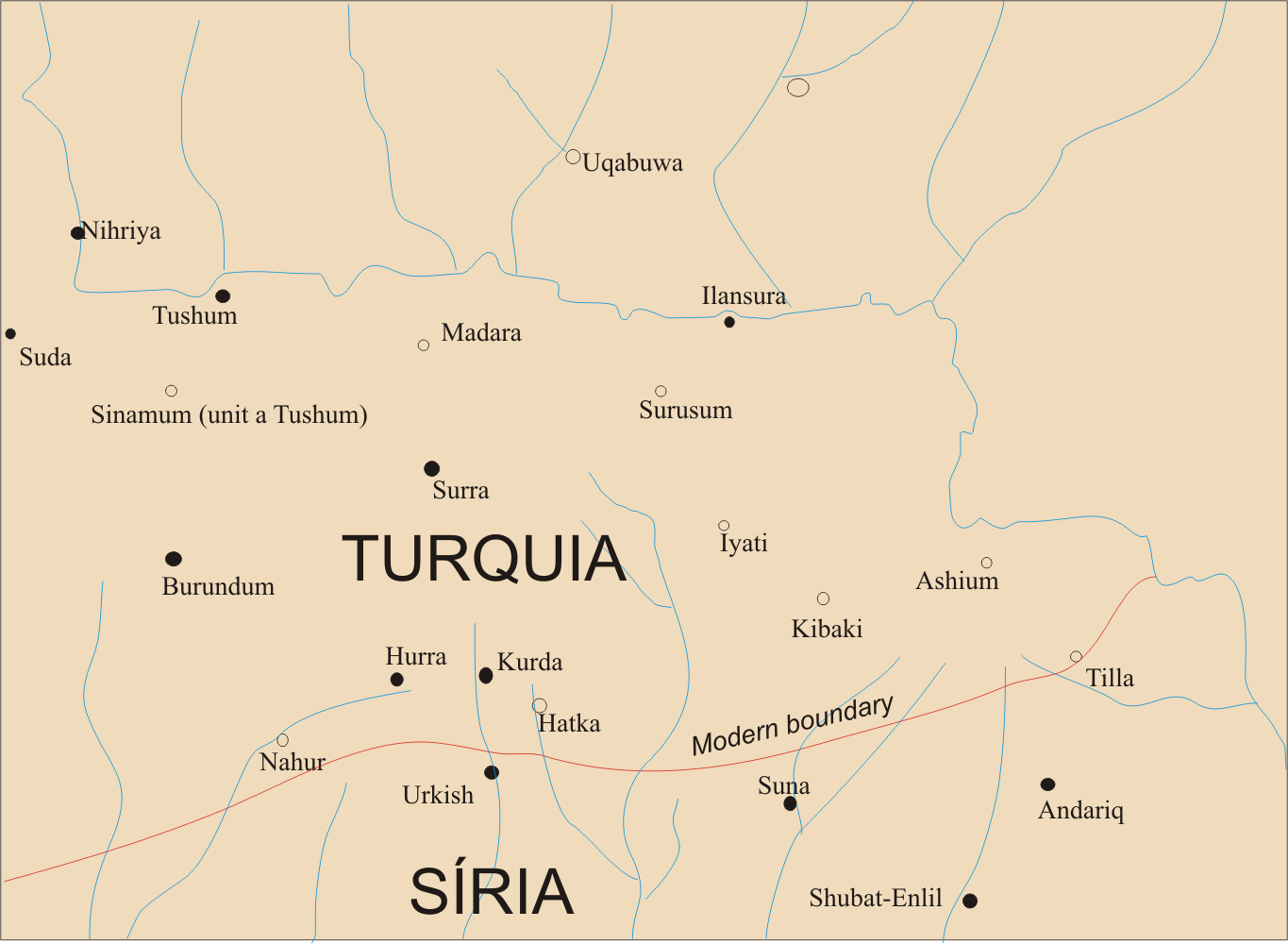
ubicació de Surra

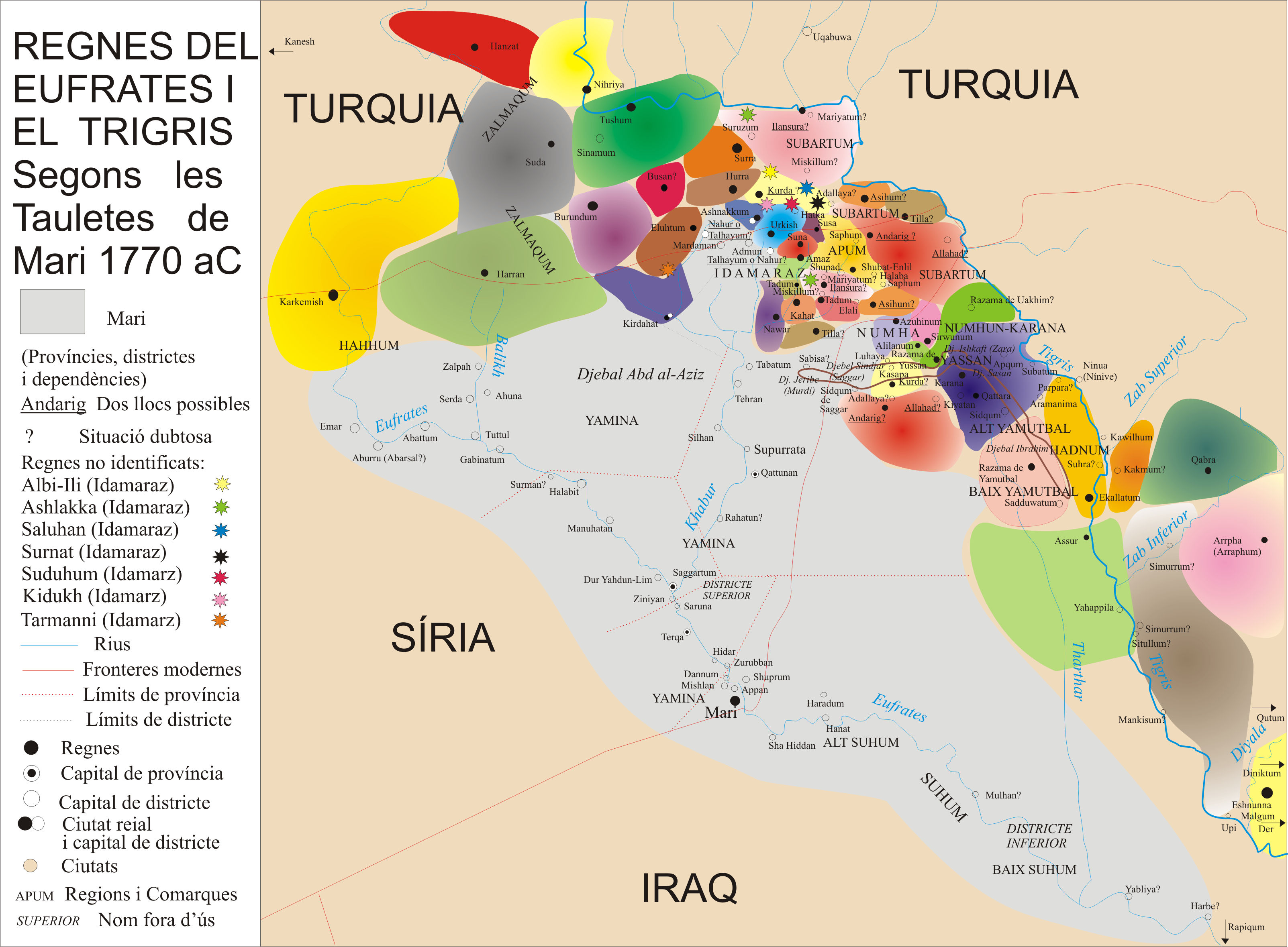
Mapa

Surra o Zurra (Zu-ra-ra) fou una ciutat estat i regne entre el Tigris i el triangle del Khabur, esmentat per les tauletes de Mari al segle xviii aC. El seu rei era Zimriya. Surra fou atacada i assetjada per Ishme-Dagan I d'Ekallatum i Hammu-Rabi de Kurda. El rei Zimriya va demanar ajut a Zimrilim de Mari; es van fer operacions combinades de Zimriya amb Yasim-El, el delegat de Mari a Andarig.